# Bell 206
Le Bell 206 JetRanger est l’un des hélicoptères monoturbine multiusage le plus populaire, construit par la firme Bell Helicopter Textron.

## Historique
Cet hélicoptère a été développé à la suite d'un appel d’offres de l’US Army au début des années 1960, qui cherchait un hélicoptère multi-rôle pour leurs opérations au Viêt Nam. Plusieurs entreprises américaines répondirent à l’offre mais c’est finalement Bell Helicopter Textron avec leur Bell 206 (version militaire connue sous le nom de OH-58A) qui a remporté la compétition.
La première version construite est le modèle 206A Jet Ranger équipé d’un moteur turbine Allison 250C18A d’une puissance de 317 shp.
Une deuxième version, le Bell 206B Jet Ranger 2, voit le jour au début des années 1970 avec un nouveau moteur Allison 250C20 de 400 shp et un cockpit redessiné.
C’est à la fin des années 1970 que voit le jour la troisième version, le Bell 206B-3 Jet Ranger 3, qui est équipé d’un Allison 250C20B d’une puissance de 420 shp et équipé d'un rotor anti-couple plus performant.
Il est construit sous licence en Italie sous le nom de Agusta-Bell AB-206.
Il est souvent utilisé pour le transport de passagers et l'instruction de nos jours car c'est un hélicoptère très polyvalent.
Le Bell 206 LongRanger est une version allongée de 7 places commercialisé à partir de 1975.
Le dernier Bell 206 JetRanger est produit en 2010. Le dernier Bell 206 LongRanger est produit en 2017, plus de 3 800 ont été assemblés.

## Variantes

### Variantes civiles
- Bell 206L LongRanger I : sorti en 1974, première version de la série LongRanger qui reprend la cellule du JetRanger mais allongée, et possède deux places passagers supplémentaires avec un moteur Allison 250C20B de 420 ch
- Bell 206L1 LongRanger II : sorti en 1978, équipé d’un moteur Allison 250C28B de 500 ch
- Bell 206L3 LongRanger III : version équipée d’un moteur Allison 250C30P de 650 shp
- Bell 206L4 LongRanger IV : sorti en 1992, équipé également d’un moteur Allison 250C30P de 650 shp, transmission améliorée
- Bell 206LT TwinRanger : version biturbine du LongRanger
- Bell 407 : reprend la même cellule que le LongRanger mais avec un rotor 4-pales et un moteur Allison 250C47 de 700 ch

### Variantes militaires
- Bell OH-58 Kiowa
- Bell TH-57 Sea Ranger
- Bell TH-67 Creek